# Polyalthia angustielliptica
Polyalthia angustielliptica är en kirimojaväxtart som beskrevs av George Edward Schatz och Le Thomas. Polyalthia angustielliptica ingår i släktet Polyalthia och familjen kirimojaväxter. Inga underarter finns listade i Catalogue of Life.